# Elecciones parlamentarias de Venezuela de 1988
Las elecciones parlamentarias de Venezuela de 1988 se celebraron, junto con las elecciones presidenciales, el 4 de diciembre del mencionado año para renovar el Senado y la Cámara de Diputados de Venezuela. Con una participación del 81,7% del electorado registrado. 
Fueron las últimas elecciones celebradas bajo el sistema electoral de representación proporcional plurinominal, instaurado desde 1947, en la cual los ciudadanos debían elegir listas cerradas de cada partido político, más conocido como "voto lista", tanto para el Senado (3 por estado) como para la Cámara (según la población de cada circunscripción electoral), siendo escrutado a nivel nacional y, dependiendo del resultado por cada Estado, era repartido proporcionalmente los escaños mediante el cálculo D´hondt. A partir de 1989, el sistema electoral fue reformado para adaptarse a un sistema electoral mixto, donde se incluiría la elección de congresistas nominales por circunscripción y congresistas proporcionales por estado y a nivel nacional.
El partido Acción Democrática, que había obtenido la mayoría absoluta en la Cámara de Diputados en 1983, perdió dicha categoría, manteniéndose sin embargo como el partido con la mayor cantidad de escaños. Se inició también el surgimiento de La Causa Radical en el Congreso, el cual se vería acentuado en las elecciones posteriores.

## Resultados
| Partido                           | Votos     | %    | Escaños   | Escaños | Escaños   | Escaños |
| Partido                           | Votos     | %    | Diputados | +/-     | Senadores | +/-     |
| --------------------------------- | --------- | ---- | --------- | ------- | --------- | ------- |
| Acción Democrática                | 3 123 790 | 43,3 | 97        | -16     | 22        | -6      |
| Copei                             | 2 247 236 | 31,1 | 67        | +7      | 20        | +6      |
| MAS-MIR                           | 733 421   | 10,2 | 18        | +6      | 3         | +1      |
| Nueva Generación Democrática      | 236 833   | 3,3  | 6         | +6      | 1         | +1      |
| La Causa Radical                  | 117 562   | 1,6  | 3         | +3      | 0         | 0       |
| Movimiento Electoral del Pueblo   | 116 621   | 1,6  | 2         | -1      | 0         | 0       |
| Unión Republicana Democrática     | 103 883   | 1,4  | 2         | -1      | 0         | 0       |
| Fórmula 1                         | 93 228    | 1,3  | 2         | Nuevo   | 0         | Nuevo   |
| Organización Renovadora Auténtica | 92 117    | 1,3  | 2         | Nuevo   | 0         | Nuevo   |
| Opinión Nacional                  | 351 709   | 4,9  | 1         | -2      | 0         | 0       |
| Partido Comunista de Venezuela    | 351 709   | 4,9  | 1         | -2      | 0         | 0       |
| Otros 56 partidos                 | 351 709   | 4,9  | 0         | –       | 0         | –       |
| Votos en blanco y nulos           | 283 635   | –    | –         | –       | –         | –       |
| Total                             | 7 500 085 | 100  | 201       | +1      | 46        | +2      |
| Fuente: Nohlen.                   |           |      |           |         |           |         |